# Duché de Châtillon
Le duché de Châtillon est un ancien duché du royaume de France.

## Historique
Avant de devenir duché, c'était le comté de Châtillon.
Comtes et seigneurs de Châtillon
- Gaspard Ier de Coligny
- Gaspard II de Coligny
- François de Coligny
- Gaspard III de Coligny qui deviendra le 1er duc de Châtillon

## Duc de Coligny à Châtillon-sur-Loing
Le duché de Coligny fut érigé par Louis XIII en 1643 sur la seigneurie de Châtillon-sur-Loing.
- 1643-1646 : Gaspard III de Coligny 1er duc de Coligny, comte de Coligny, marquis d'Andelot et maréchal de France.

## Ducs de Châtillon

### Maison de Coligny
- 1646-1649 : Gaspard IV de Coligny, 1er duc de Châtillon (duc à brevet), 2e duc de Coligny et maréchal de France.

### Maison de Montmorency Luxembourg
- 1696-1731 : Paul Sigismond de Montmorency-Luxembourg (1664-1731), 2e duc de Châtillon
- 1731-1769 : Charles Paul Sigismond de Montmorency-Luxembourg (1697-1769), 3e duc de Châtillon, fils du précédent.
- 1769-1777 : Charles Anne Sigismond de Montmorency-Luxembourg (1721-1777), 4e duc de Châtillon, fils du précédent.
- 1777-1803 : Anne Charles Sigismond de Montmorency-Luxembourg (1737-1803), 5e duc de Châtillon et 10e duc de Piney-Luxembourg, fils du précédent.
- 1803-1861 : Charles Emmanuel Sigismond de Montmorency-Luxembourg (1774-1861), 6e duc de Châtillon, 11e duc de Piney-Luxembourg, fils du précédent (mort sans postérité).

Le titre est éteint.

## Un autre duché de Châtillon, à Mauléon
Mauléon, alias Châtillon-sur-Sèvre, fut acquis par Alexis de Châtillon (branche de Porcéan/Porcien ; 1690-1754) qui lui donna son nom et en devint le premier duc en 1736. Il épousa Anne Le Veneur de Tillières : 
- D'où le 2e duc Louis-Gaucher de Châtillon (1737-1762 ; x 1756 Adrienne-Émilie-Félicité de La Baume Le Blanc de La Vallière (1740-1812), dame de Pagny, fille du duc Louis-César ; par ailleurs, la demi-sœur aînée de Louis-Gaucher, Olympe (Charlotte-Rosalie) de Châtillon (1719-1753), maria en 1735 Louis Marie Bretagne de Rohan-Chabot), d'où deux filles :
  - Amable-Émilie de Châtillon (1761-1840) ; x 1777 son cousin issu de germain Marie-François-Emmanuel de Crussol duc d'Uzès, (1756-1843) : Postérité, dont son fils le duc d'Uzès Adrien-François-Emmanuel (1778-1837) ;
  - et Louise-Emmanuelle de Châtillon (1763-1814 ; née posthume ?) ; x 1781 Charles-Bretagne-Marie de La Trémoille (1764-1839), duc de Thouars : sans postérité survivante.